# Tornedalens fiskemuseum

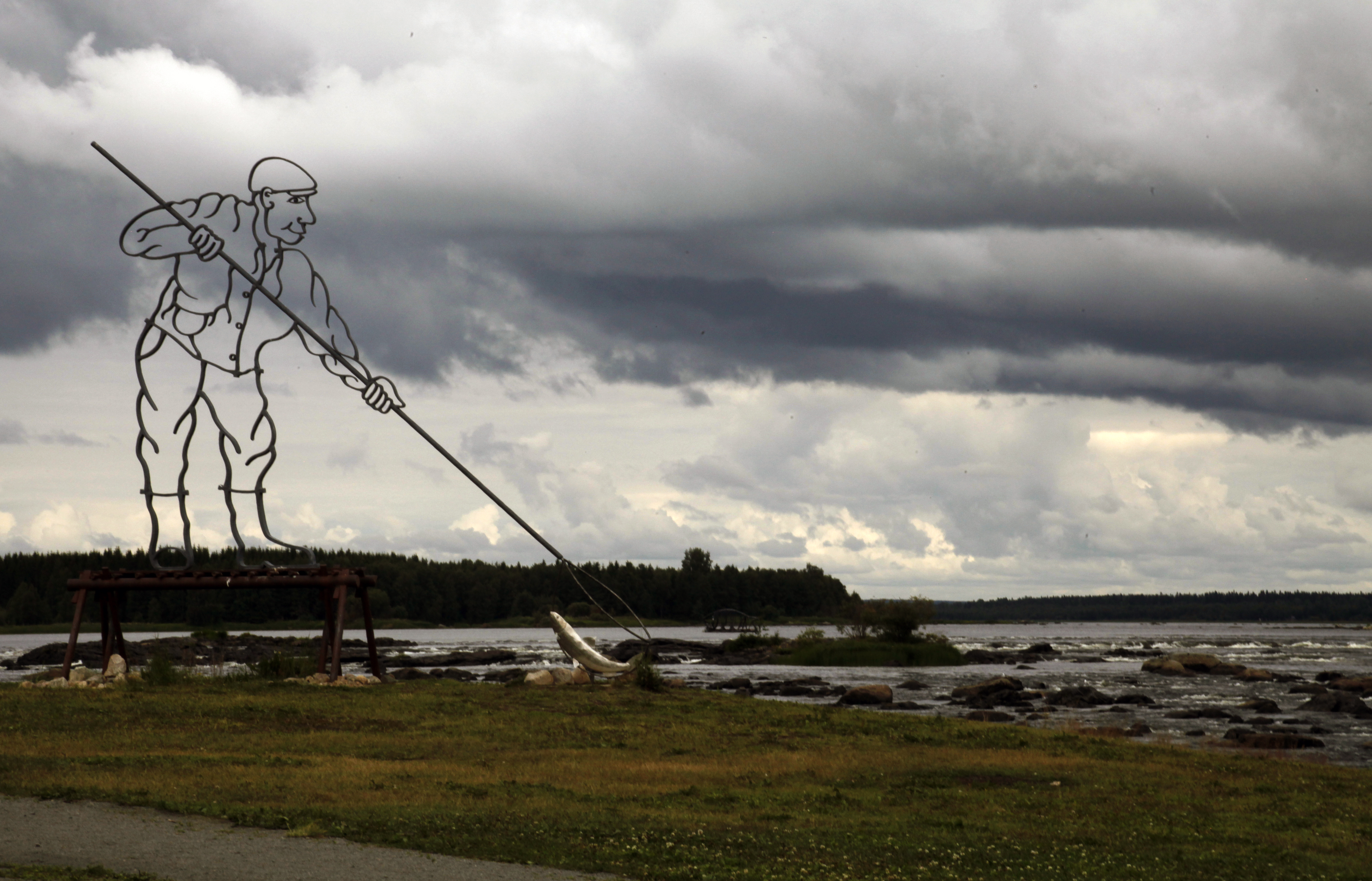
Sikhåvarstatyn vid Kukkolaforsen.

Tornedalens fiskemuseum är ett museum beläget i Kukkola, Norrbottens län intill Kukkolaforsen som drivs av Haparanda kommun. Det öppnades den 21 juni 1987 som Kukkola fiskemuseum. I museet kan man ta del av hur fisket längs vid Tornedalens älvdal går till och hur man historiskt har gjort. Det finns även en del redskap och äldre foton att ta del av.
Under vissa veckor sommartid och då under vardagar erbjuder kommunen guidade turer, och övrig tid kan man vända sig till restaurangen i närheten av museet.   